# Velez Olívia
Velez Olívia (Budapest, 1951. május 8. – Budapest, 2021. november 21.) magyar színésznő.

## Életrajza
Érettségi után egy szegedi pantomimtársulatban lépett fel. Diplomáját a budapesti Színház- és Filmművészeti Főiskolán szerezte, ahová 1971–75 között járt. Utána a kaposvári Csiky Gergely Színház szerződött. 1979 és 1986 között a MAFILM társulatának a tagja volt.
1976-ban kötött házasságot Vámos László rendezővel. Házasságukból két gyermek született: Nóra (1977) és Hedda (1981).

## Színpadi szerepei
- Ibsen: A nép ellensége (Petra szerepében)
- Lillian Hermann: Régimódi játékok (Lily)
- Brecht: A kaukázusi krétakör (Kormányzóné szerepében)
- Csehov: Cseresznyéskert (Sarlotta Ivanovna szerepében)
- Móricz Zsigmond: Rokonok (Magdaléna szerepében)
- Euripidész: Bakkhánsnők (I. félkarvezető)
- Agatha Christie: Egérfogó: (Miss Casewell)
- Kerekes János- Barabás Tibor – Gádor Béla: Állami áruház (Gizi)

## Film- és tévészerepek
- Aranyborjú (TV, 1974)
- Mire megvénülünk (TV-sorozat, 1978): Czipra
- Lear király (TV, 1978): Cordelia
- Éljen az egyenlőség! (1980): Ilka, Ábrányi gróf leánya
- Hol volt, hol nem volt (1987)

## Szinkronszerepei
- Hatosfogat (Stagecoach): Lucy Mallory (Louise Platt)
- Hölgy kaméliák nélkül (La signora senza camelie)
- Ki kicsoda? (Kdo je kdo)